# Krasni Pájar (Adiguesia)
Krasni Pájar (del ruso: Красный Пахарь) es un jútor del raión de Guiaguínskaya en la república de Adiguesia de Rusia. Está situado 24 km al oeste de Guiaguínskaya y  21 km al nordeste de Maikop. Tenía 26 habitantes en 2010
Pertenece al municipio de Serguíyevskoye.